# Bronia Baum
Bronia Baum (Brejndl, Brajndla Bojm, ur. 1896 w Tomaszowie Mazowieckim, zm. 1947) – pisarka, publicystka i działaczka społeczna. Urodzona w Tomaszowie Mazowieckim, od 1925 mieszkała w Palestynie. Tworzyła w języku jidysz i hebrajskim. Działała na rzecz religijnego feminizmu, edukacji dziewcząt, angażowała się też w pomoc charytatywną.

## Dzieciństwo i młodość
Bronia urodziła się w chasydzkiej rodzinie w Tomaszowie Mazowieckim, skąd w 1918 przeniosła się do Piotrkowa Trybunalskiego, a następnie Łodzi. W 1925 wyjechała do Palestyny. Mimo marzeń o kształceniu, jej wczesna edukacja z powodu braku środków finansowych rodziny była kilkukrotnie przerywana.

## Twórczość
Jej wiersze i artykuły ukazywały się w jidysz na łamach „Der Jud”, „Dos Jidisze Togblat”, „Bejs Jakow”; w języku hebrajskim publikowała w „Bat Izrael”, „Baderech”. Pisma Broni zostały wydane już po jej śmierci w tomie Ketawim le-bat Iisrael (Tel Awiw, 1954), opublikowany został również jej dziennik z czasów młodości, obejmujący okres 1912–1921.